# Аль-Оруба (Сур)
«Аль-Оруба» (араб. نادي العروبة الرياضي) — оманський футбольний клуб, що базується в місті Сур і виступає в Оманській професіональній лізі.

## Історія
Заснована в 1970 році «Аль-Оруба» вперше стала чемпіоном Оману з футболу в сезоні 1999/00. Через два роки вона повторила свій успіх, на одне очко випередивши «Сур», що став другим. У сезонах 2007/08 і 2014/15 «Аль-Оруба» ставала чемпіоном країни, оформляючи цей титул за кілька турів до завершення.
У 2009—2012 роках «Аль-Оруба» тричі брала участь в Кубку АФК і у всіх випадках не змогла подолати груповий етап. У 2009 році вона за додатковими показниками поступилася другим місцем у своїй групі іракському «Ербілю». У 2011 році клуб також набрав однакову кількість із ліванським «Аль-Ахедом», що став другим у групі, але був гірший за нього, за особистими зустрічами. У наступному розіграші «Аль-Оруба» знову зайняла третє місце в групі, але на цей раз відстала від прохідного місця на чотири очки.

## Досягнення
- Чемпіон Оману (4): 1999/00, 2001/02, 2007/08, 2014/15
- Володар Кубка Оману (4): 1993/94, 2001/02, 2010, 2014/15
- Володар Суперкубка Оману (5): 2000, 2002, 2003, 2008, 2011